# المجلس الوطني لعموم فلسطين
المجلس الوطني لعموم فلسطين، رسمياً المجلس الوطني الفلسطيني. كانت الهيئة التشريعية لمحمية عموم فلسطين المنعقدة في غزة في 1 أكتوبر 1948  برئاسة أمين الحسيني رئيس الهيئة العربية العليا لفلسطين. أصدر المجلس سلسلة من القرارات التي بلغت ذروتها في 3 أكتوبر بإعلان الاستقلال والولاية القضائية على كامل فلسطين الانتدابية السابقة، وعاصمتها القدس. وكانت مصر قد أعلنت عن تشكيل محمية عموم فلسطين في 22 سبتمبر.

## تاريخ
انعقد المجلس الوطني لعموم فلسطين في 1 تشرين الأول / أكتوبر 1948 في مدرسة الفلاح الإسلامية، وهي مبنى تابع للأوقاف الإسلامية. كان المشاركون في المجلس الوطني الفلسطيني بين 75 و80 من قادة البلديات والقرى من أصل 150 مدعوًا. ولم يتمكن الآخرون من الحضور بسبب رفض الجيش الأردني والعراقي السماح للمندوبين المقيمين في المناطق الخاضعة لسيطرتهم.
انتُخِبَ الحاج أمين رئيساً للمجلس الوطني الفلسطيني. كما تم انتخابه رئيسًا للمجلس الأعلى - وهو نوع من المؤسسات الرئاسية للوقوف فوق كل من حكومة عموم فلسطين والمجلس الوطني الفلسطيني - الذراع التنفيذي والذراع التشريعي على التوالي. استمر المجلس الوطني الفلسطيني في دورته حتى 2-3 أكتوبر، وانتهى بعد إصدار عدد من القرارات، بما في ذلك اعتماد العلم الشريف لعام 1916، وإعلان القدس عاصمة، والتعبئة العامة. بالإضافة إلى ذلك، تم اعتماد مشروع قانون إنشاء الحكومة وإعلان الاستقلال ووقعه جميع المندوبين.
على الرغم من أن الحكومة الجديدة أعلنت الولاية القضائية على فلسطين بأكملها، لم يكن لديها إدارة، ولا خدمة مدنية، ولا مال، ولا جيش حقيقي من تلقاء نفسها.

واعتبرعبد الله الأول بن الحسين محاولة إحياء جيش «الحسين الحربي المقدس» تحديا لسلطته، وفي 3 أكتوبر، أمر وزير الدفاع بحل جميع الأجهزة المسلحة التي تعمل في المناطق التي يسيطر عليها الفيلق العربي، ونفّذ الجنرال غلوب باشا الأمر بقسوة وكفاءة.
«قيادة الحاج أمين الحسني واللجنة العليا العربية التي هيمنت على المشهد السياسي الفلسطيني منذ عشرينيات القرن الماضي دمرتها كارثة 1948، وفقدت مصداقيتها بسبب فشلها في منعها».
وبعد أن بدأت إسرائيل هجوما مضادا على الجبهة الجنوبية في 15 أكتوبر 1948، سرعان ما اعترفت ست من الدول السبع الأعضاء في جامعة الدول العربية بحكومة فلسطين، وهي: مصر، وسوريا، ولبنان، والعراق، والمملكة العربية السعودية، واليمن، ولم يعترف بها شرق الأردن. لم تعترف بها أي دولة أخرى.
في عام 1962، أثناء الإدارة المصرية لقطاع غزة، تم إنشاء المجلس التشريعي الفلسطيني، الذي حل محل المجلس الوطني الفلسطيني، الذي تم حله قبل عدة سنوات. تم حل المجلس التشريعي الفلسطيني من قبل السلطات الإسرائيلية في عام 1967.